# یاسنیتسا (نگوتین)
یاسنیتسا (به صربی: Jasenica) یک منطقهٔ مسکونی در صربستان است که در نگوتین واقع شده‌است. یاسنیتسا ۵۸۱ نفر جمعیت دارد.